# 제이크 롱

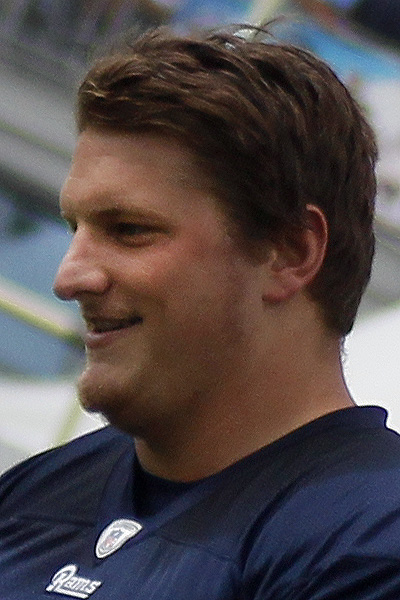
제이크 롱

제이크 에드워드 롱(영어: Jake Edward Long, 1985년 5월 9일 ~ )은 미국의 미식축구 선수로, 세인트루이스 램스에서 오펜시브 태클로 활동하고 있다.